# Lukas Schaa
Lukas Schaa (* 23. März 1926 in Papenburg; † 19. März 2018) war ein deutscher Politiker der CDU.

## Ausbildung und Beruf
Lukas Schaa erlangte 1942 die Mittlere Reife. Er absolvierte eine Ausbildung für den Verwaltungsdienst. 1949 legte er die Fachprüfung für den gehobenen Dienst ab. Er besuchte die Verwaltungsakademie Münster; 1960 erhielt er sein Diplom. Von 1960 bis 1975 war er als Amtsdirektor des Amtes Störmede tätig. 1975 wurde er gemäß Landesrechtsstellungsgesetz Amtsdirektor a. D. Laut § 32 des Abgeordnetengesetzes (AbgG NW) schied der 1980 aus dem Amt aus. Von 1978 bis 1980 arbeitete er als Geschäftsführer des DRK-Kreisverbandes Paderborn.

## Politik
Lukas Schaa wurde 1961 Mitglied der CDU. Von 1970 bis 1975 war er Vorsitzender des Kreisverbandes Lippstadt und von 1975 bis 1977 Vorsitzender des Kreisverbandes Soest. Von 1965 bis 1975 fungierte er als Kreisvorsitzender der Kommunalpolitischen Vereinigung des Kreises Lippstadt, ab 1978 war Schaa Mitglied des Landesvorstandes. 1981 wurde er Ortsunionsvorsitzender der CDU in Ehringhausen.
Lukas Schaa war vom 26. Juli 1970 bis zum 29. Mai 1985 direkt gewähltes Mitglied des 7., 8. und 9. Landtages von Nordrhein-Westfalen für den Wahlkreis 119 Lippstadt beziehungsweise für den Wahlkreis 141 Soest II.